# The Familiars: La strana storia della rana pasticciona, della ghiandaia blu e del gatto che salvò il mondo dei maghi
The Familiars: La strana storia della rana pasticciona, della ghiandaia blu e del gatto che salvò il mondo dei maghi (The Familiars), meglio noto come semplicemente The Familiars e dal 2014 re-intitolato The Familiars: A scuola di magia, è il primo libro dell'omonima serie formata da quattro romanzi creata dagli scrittori statunitensi Adam J. Epstein e Andrew Jacobson. The Familiars è stato pubblicato in America nel 2010, mentre è uscito in Italia nel 2011 per la Newton Compton Editori.
La Sony Pictures Animation ha acquistato i diritti del libro per produrre l'adattamento cinematografico.

## Breve sinossi
I famigli sono degli animali da compagnia di streghe o maghi che sanno padroneggiare la magia. La regina un giorno rapì i padroni dei tre protagonisti ed è il compito dei loro tre famigli, Aldwyn, Skylar e Gilbert di salvare il mondo.

## Seguiti
Il libro presenta tre seguiti: The Familiars: Il segreto della Corona (Newton Compton, 2012), The Familiars: Il cerchio degli eroi (Newton Compton, 2013) e The Familiars: Il Palazzo dei Sogni (Newton Compton, 2014).

## Raccolta
Nel 2014 è uscita la raccolta intitolata The Familiars che però racchiude solo i primi tre volumi. Per questa edizione, il primo volume è stato reintitolato in The Familiars: A scuola di magia.

## Edizioni
- Adam J. Epstein & Andrew Jacobson, The Familiars, Newton Compton Editori, 2011, collana Nuova Narrativa Newton.
- Adam J. Epstein & Andrew Jacobson, The Familiars, Newton Compton Editori, 2012, collana Gli Insuperabili.
- Adam J. Epstein & Andrew Jacobson, The Familiars: A scuola di magia, Newton Compton Editori, 2014, collana Nuova Narrativa Newton, edizione in raccolta.